# Perná
Perná (in tedesco Bergen) è un comune della Repubblica Ceca facente parte del distretto di Břeclav, in Moravia Meridionale.